# Gaudynki
Gaudynki (niem. Pappelheim) – wieś w Polsce położona w województwie warmińsko-mazurskim, w powiecie piskim, w gminie Orzysz.
W latach 1975–1998 miejscowość administracyjnie należała do województwa suwalskiego.
Znajduje się tu Ośrodek Rehabilitacyjno-Readaptacyjny MONAR-u.

## Zabytki
Zabytki ujęte w gminnej ewidencji zabytków:
- Dawny cmentarz ewangelicki, założony w połowie XIX wieku[4].

W pobliżu wsi znajduje się pomnik przyrody, głaz narzutowy o obwodzie 9 metrów.